# 内田正衆
内田 正衆（うちだ まさもろ）は、江戸時代の大名。下野鹿沼藩の第2代藩主。小見川藩内田家2代。
正保2年（1645年）、初代藩主・正信の次男として生まれる。長兄の新五郎が早世したために世子となり、慶安4年（1651年）に父が殉死したため、跡を継いで藩主となる。万治元年（1658年）閏12月27日に叙任する。元禄12年（1699年）2月4日に死去。享年55。跡を長男・正勝の長男である正偏が継いだ。

## 系譜
父母
- 内田正信（父）
- 酒井直次の養女（母）

正室
- 久世広之の娘

子女
- 内田正勝（長男）生母は正室
- 内田正房（次男）
- 内田正長（三男）
- 久世正広（四男）
- 内田正清
- 水野勝長正室
- 織田長清継室後に上田義隣継室
- 小浜行隆正室後に松平直之継室